# Убийство (рассказ)
«Убийство» — рассказ Антона Павловича Чехова. Написан в 1895 году, впервые опубликован в 1895 году в журнале «Русская мысль» № 11 с подписью «Антон Чехов».

## История написания и публикации

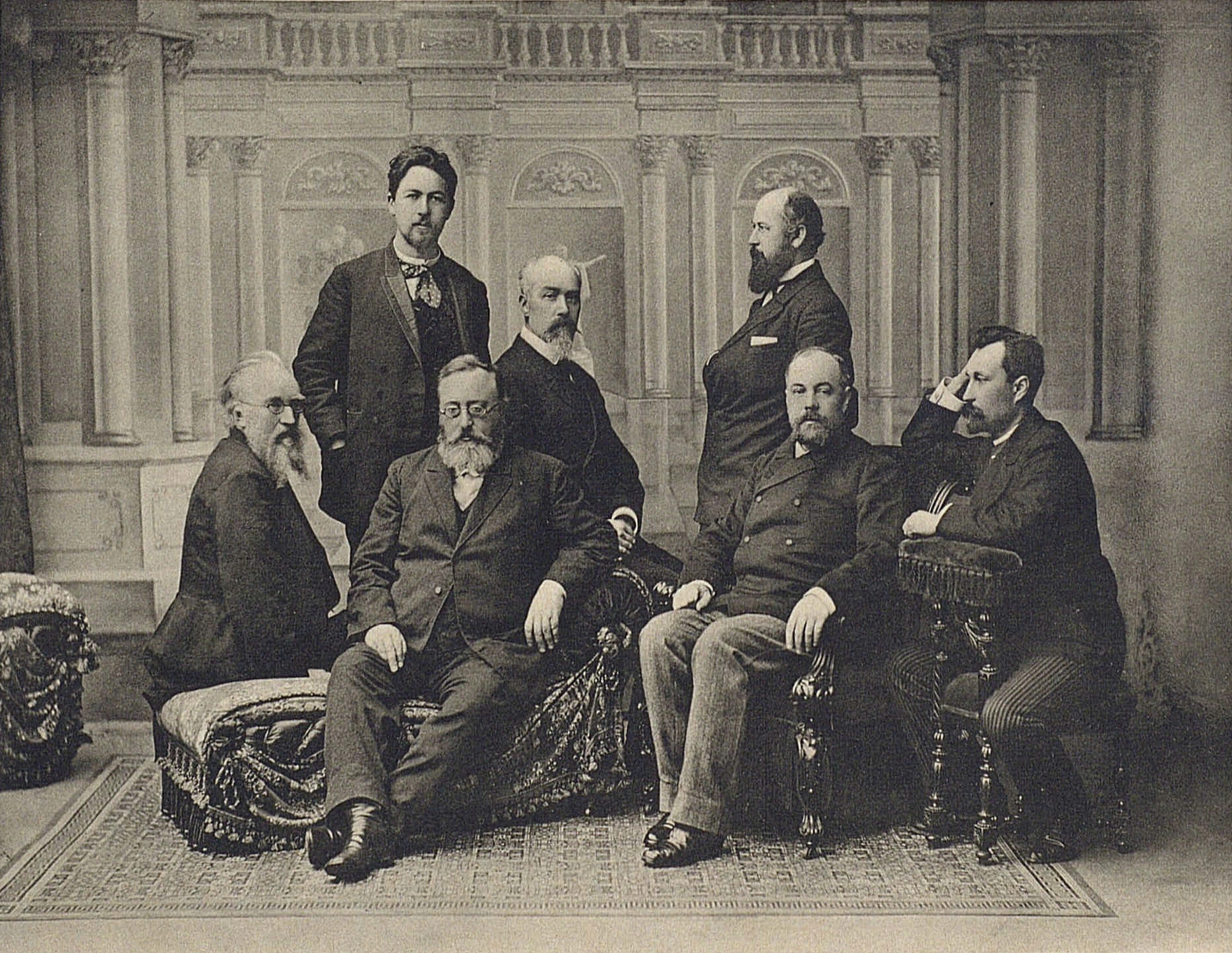
В редакции «Русской мысли»:
А. П. Чехов, И. И. Иванюков, В. А. Гольцев, М. Н. Ремезов, М. А. Саблин, В. М. Лавров, И. Н. Потапенко

Рассказ А. П. Чехова «Убийство» написан в 1895 году, впервые опубликован в 1895 году в журнале «Русская мысль» № 11 с подписью «Антон Чехов», вошёл в издаваемое А. Ф. Марксом собрание сочинений А. П Чехова, для которого автор переработал текст, внёс стилистические и сюжетные изменения.
М. П. Чехов писал: «…тема для рассказа „Убийство“ привезена Антоном Павловичем из Сахалина». Современная критика также отмечала сахалинское происхождение рассказа.
О каторжниках А. П. Чехов писал в главе VIII своей книги «Остров Сахалин». Наказание плетьми за побеги Чехов наблюдал в селе Дуэ (см. XXI главу «Острова Сахалина»). Священник С. Н. Щукин описывал интерес Чехова к церковному быту.
При жизни Чехова рассказ «Убийство» переводился на сербохорватский, французский, чешский и на язык эсперанто.

## Сюжет
Рассказ состоит из семи частей. Действие первой части рассказа происходит на железнодорожной станции Прогонная. В местной церкви на всенощной стояли богомольцы из станционных служащих. Служил в церкви священник из Веденяпина, а пели псаломщик и Матвей Терехов. После всенощной все разошлись, но Матвей, который жил рядом, не пошёл домой. Он сидел у буфетчика и рассказывал о церковном хоре, в котором  пел, о своём брате, о весне, которую не любил. Попив чаю, он ушёл домой, там его брат, Яков Иваныч, служил всенощную.
Матвей жил в доме, половина которого была занята под трактир, в другой жила семья Терехова. Дома Матвей еще долго не спал. Он достал карандаш и написал на прочитанной книге: «Сию книгу читал я, Матвей Терехов, и нахожу ее из всех читанных мною книг самою лутшею, в чем и приношу мою прызнательность унтер-офицеру жандармского управления железных дорог Кузьме Николаеву Жукову, как владельцу оной бесценной книгы».
Во второй части рассказа Матвея в буфете слушали буфетчик и жандарм Жуков. Матвей говорил о своей приверженности к религии,
Он сызмальства читал в церкви апостола. Родители одобряли и поддерживали его интересы. Матвей даже дал себе обет «не кушать по понедельникам скоромного и не кушать мяса во все дни». Потом собеседники разговорились о богатстве брата Матвея, Якова Иваныча. Буфетчик сказал: «У вашего дедушки было огромадное состояние. Огромадное! Всё потом осталось вашему отцу и вашему дяде. Ваш отец помер в молодых летах, и после него всё забрал дядя, а потом, значит, Яков Иваныч. Пока вы с маменькой на богомолье ходили и на заводе тенором пели, тут без вас не зевали». Слушатели решили, что и у Матвея много денег.
В третьей части описывается постоялый двор, в котором однажды убили проезжего купца. После постройки железной дороги здесь была построена станция Прогонная. На станции жили Тереховы — бабка Авдотья, её сын, оба внука и их сестра Аглая. В рассказе дается описание Якова Иваныча и Матвея. Автор отмечал странности Матвея, который не хотел молиться вместе со всеми, «ел и пил чай не вовремя, поздно вставал, в среды и пятницы пил молоко, будто бы по слабости здоровья».
В четвертой и пятой частях описывается раздор между братьями. Матвей посчитал Якова богоотступником и еретиком: «Бесы окаянные заслонили от вас истинный свет, ваша молитва не угодна богу. Покайтесь, пока не поздно! Смерть грешника люта! Покайтесь, братец!»
Сам же Матвей попросил растительного масла,  ссылаясь на нездоровье, и Аглая ему дала бутыль. Яков пришёл в ярость, стал гнать брата из дому, «взял его за плечи и потащил из-за стола», тот, испугавшись, «нечаянно ухватился за его рубаху около шеи и порвал воротник». Аглая, которой показалось, будто это Матвей хочет бить Якова, «вскрикнула, схватила бутылку с постным маслом и изо всей силы ударила ею ненавистного брата прямо по темени. Матвей пошатнулся, и лицо его в одно мгновение стало спокойным, равнодушным».
Яков Иваныч решил скрыть следы преступления. Он решил, что отвезёт убиенного Матвея в Лимаровский лес и положит на дороге, а потом скажет всем, что Матвей ушел в Веденяпино и не вернулся, все подумают, что его убили прохожие.
Яков Иваныч со своей дочкой Дашуткой отвёз Матвея в лес. Через два дня к ним приехали становой пристав и следователь, которые обыскали комнату Матвея, потом весь трактир. Они допросили Якова, который рассказал, что Матвей в понедельник ушел в Веденяпино говеть и что, вероятно, дорогой его убили пильщики. Следователь стал разбираться, почему Матвея нашли на дороге, а шапка его оказалась дома. Как он мог пойти в Веденяпино без шапки? На дороге на снегу не было ни одной капли крови, а голова у Матвея была проломлена, а лицо и грудь все в крови. Потом Якова и Аглаю увели со двора.
Жандарм на допросе показал, что Матвея убили Яков и Аглая из-за денег. Через одиннадцать месяцев был суд. Четверых признали виновными в убийстве. Яков Иваныч был приговорён к каторжным работам на двадцать лет, Аглая — на тринадцать с половиной, буфетчик Сергей Никанорыч, свидетель убийства — на десять, Дашутка — на шесть.
В последней части описывается сахалинская тюрьма, жизнь и работа в ней арестантов. В одной из партий каторжных
находился Яков Иваныч, которого прозвали Веником за длинную бороду. Его сестру Аглаю отправили на каторгу через Сибирь, Дашутка отбывала срок на Сахалине, там ее отдали поселенцу в сожительницы. Сергей Никанорыч отбывал срок лакеем у чиновника в Дуэ.

## Критика
Критик Ю. Николаев писал о рассказе: «И, если такой вовсе не исключительный… человек из народа, как Яков, нашел в себе столько душевной силы, чтобы нести тяжкий крест свой, — как велик должен быть этот народ, среди которого он жил и воспитался, духом которого он проникся…». Рецензент периодического издания «Книжки Недели» писал о финале рассказа: «Как и все рассказы г. Чехова, „Убийство“ закончено несколько вяло и неопределённо, но психологический процесс, выпуклость характеров и бытовая правда рассказа замечательны, как всегда».
Р. И. Сементковский сравнивал «Убийство» с романами польского писателя Г. Сенкевича «Без догмата», «Семья Поланецких», «Камо грядеши?», отмечая, что и у Чехова, и у Сенкевича вера стоит на первом месте. При этом критик находил и отличия: «Но у г. Сенкевича вера является новою забавою для людей, оторванных от жизни <…>, а в рассказе г. Чехова вера является насущным хлебом, якорем спасения для людей, окутанных мраком невежества, лишённых всякой возможности запастись где-нибудь лучом света и тем не менее чувствующих, что они люди, что и им доступны потребности духа».
Отрицательные отзывы о рассказе оставили П. А. Ачкасов (П. А. Матвеев), М. Полтавский (М. И. Дубинский), анонимный рецензент отдела «Журнальное обозрение. Беллетристика» в «Литературном обозрении». В частности, последний был недоволен финалом рассказа, в котором описывалось перерождение главного героя на каторге: «Как же это так: всё не знал, не знал истинного бога, а тут вдруг познал и захотел даже вразумлять других? Окончание является совсем туманным и не развитым, а между тем здесь-то и лежит гвоздь рассказа».
Литературный критик и историк русской литературы А. М. Скабичевский, находясь под сильным впечатлением от сцены убийства в рассказе и размышляя о дикости простого народа, в своей рецензии восклицал: «Сколько ещё нужно труда, чтобы пробить эту дикую чащу невежества и сделать хоть сколько-нибудь похожими на людей этих обросших дубовою корою чудовищ!».